# Il prossimo uomo
Il prossimo uomo (The Next Man) è un film del 1976 diretto da Richard C. Sarafian.

## Trama
In un discorso che fa scalpore, il ministro degli esteri dell'Arabia Saudita annuncia all'assemblea dell'ONU a New York, un imminente accordo con Israele per la pace nel Medio Oriente. Sono in gioco importanti interessi petroliferi. Si mette all'opera una maliarda che ha l'incarico di assassinarlo per conto di un'organizzazione internazionale.